# Falkenrehde
Falkenrehde è una frazione della città tedesca di Ketzin/Havel, nel Brandeburgo.

## Storia
Falkenrehde fu nominata per la prima volta nel 1282.
Nel 2003 il comune di Falkenrehde venne aggregato alla città di Ketzin.